# 20 ans (magazine)
Pour les articles homonymes, voir Vingt ans (homonymie).
20 ans est un magazine mensuel féminin pour adolescentes et jeunes femmes, créé en 1961 par Daniel Filipacchi, quelques années avant Mademoiselle Âge tendre. Il est détenu successivement par plusieurs groupes de presse, parmi lesquels Excelsior Publications ou Emap. Son dernier propriétaire, Mondadori France, suspend sa parution en décembre 2006.
Le magazine est ensuite racheté par FT Médias qui reprend sa publication le 8 avril 2009 jusqu'à la fin de l'année 2010. La société FT Médias est dissoute le 5 mai 2016.

## Ligne éditoriale
Visant à l'origine un lectorat féminin âgé de 18 à 24 ans, « une cible de lectrices plus parisienne et plus bourgeoises », le magazine adopte un ton complice, caustique et, avant tout, ironique, se démarquant ainsi de ses concurrents de la « presse pour adolescentes » Girls (ex-Bravo Girls) et Jeune et Jolie. Une ligne éditoriale héritée d'Isabelle Chazot (par la suite rédactrice en chef d'Isa, puis de Femmes), qui a dirigé le magazine pendant treize ans, à partir de 1990.
Emmanuelle Alt, rédactrice en chef de Vogue Paris depuis 2011, a été rédactrice en chef mode de 1993 à 1998 et Laurent Bon, producteur du Petit Journal de Canal +, rédacteur en chef adjoint de 1995 à 1997. Le magazine a également compté parmi ses collaborateurs l'essayiste Alain Soral, le romancier Simon Liberati, le sociologue François de Negroni, et le créateur des Gérard de la télévision Frédéric Royer.

## Liens avec Michel Houellebecq
Très proche de la rédaction durant cette période, l'écrivain français Michel Houellebecq s'est inspiré de 20 ans dans son roman La Possibilité d'une île. Il y décrit notamment les relations d'un de ses héros masculins avec une certaine Isabelle, rédactrice en chef de Lolita, « un magazine conçu pour les filles de dix ans mais lu par les femmes de trente qui ont peur de vieillir ».« Ce que nous essayons de créer, explique le personnage d'Isabelle, c'est une humanité factice, frivole, qui ne sera plus jamais accessible au sérieux ni à l'humour, qui vivra jusqu'à sa mort dans une quête de plus en plus désespérée du fun et du sexe ; une génération de kids définitifs. »
Dans une interview accordée aux Inrockuptibles en janvier 2014, Isabelle Chazot reconnaît que l'écrivain a pu s'inspirer de 20 ans dans son roman, mais qu'il a pris « la dénonciation pour de la promotion ». Selon elle, loin de s'adresser à des « kids définitifs » et promouvoir « le fun et le sexe », le magazine s'adressait à des jeunes femmes « originales et déterminées » et dénonçait « le marché du désir », décrit par le philosophe Michel Clouscard dans son livre Le Capitalisme de la séduction. L'association Acrimed estime pour sa part que « le modèle féminin présenté par 20 ans a parfaitement profité des acquis de la libération sexuelle. La lectrice supposée aime à se donner un look un peu provocateur, de garce qui brise les cœurs et les foyers […] Mignonne, cultivée, elle n’est plus soumise au désir du mâle et n’attend plus de lui la révélation de la sexualité. Les relations homme/femme, codifiées par le marketing et la communication (la revue parle d’« étude de love-marketing », de « tour du marché potentiel »), se fondent sur des rapports de force entre des filles charmantes et des mâles fortement hiérarchisés selon leur rôle social. »

## Ultime formule (2009-2010)
Une nouvelle formule de 20 ans est publiée à partir du 11 avril 2009. Tout en conservant la même ligne éditoriale, le magazine se scinde en deux formats : un format poche et un grand format. Son directeur de publication est alors Frédéric Truskolaski . Son équipe rédactionnelle change complètement.
Le journal 20 minutes décrit la recette de cette nouvelle formule : « rédactrice en chef stagiaire, rédactrices très jeunes, piges sous-payées, au noir et sans cesse repoussées, réunion de rédaction sur MSN » ; la rédactrice en chef ayant été renvoyée quelques jours avant la parution du premier numéro. L'avocat de l'éditeur du magazine décrit l'article de 20 minutes comme « totalement diffamatoire », et « créant un préjudice financier et professionnel énorme » au nouveau propriétaire du magazine, « dont l'honnêteté est ainsi remise en question ». Une condamnation aux prud'hommes aurait estimé le licenciement de la rédactrice en chef abusif, lui octroyant 28 930 euros d'indemnités.
Rue89 publie des témoignages de rédactrices de ce magazine inventant le contenu des articles sur des sujets écrits de toutes pièces, incluant de fausses réponses des médecins aux questions des lecteurs. L'avocat Emmanuel Pierrat indique que « ça peut être qualifié de tromperie parce que le public pense acheter de la presse et pas de la fiction. »
À la fin de l'année 2010, l'éditeur se sépare du titre.